# 声優Vステグランプリガール アニメGOE
『声優Vステグランプリガール アニメGOE』（せいゆうブイ - ゴエ）は、2010年4月から2011年4月までラジオ大阪のV-STATION枠で放送されていたラジオ番組（アニラジ）。Web配信もしていた（後述）。
「声優Vステグランプリガール」とは、“声”でアニメを“越え”るという目標のもと結成された番組パーソナリティ3人によるユニット。略称は「Vプリ」

## 概要
Vプリのメンバーが声で出来る様々なことにチャレンジしていくラジオバラエティ番組だった。それぞれの番組での役割は、内田（天然担当）、大亀（元気担当）、巽（エロ担当）とされている。パーソナリティ3人全員がいわゆる『ボケ役』である為、ボケ倒したまま番組が進む事もしばしばだった。
番組独自の呼称として、ラジオネームをGOEネーム、あいさつに「GOEっス」「GOE～す」などがあった。
収録は2本録りで行われていた。

## パーソナリティ
（番組内ニックネーム）
- 内田彩（うっちー）
- 大亀あすか（かめ、かめちゃん）
- 巽悠衣子（ゆっこ）

## コーナー
- カンジョウGOE線ゲーム（#1- ）
  - 「山手線ゲーム」をアレンジしたコーナー。番組からのお題（状況設定）に沿った回答（セリフ）を、制限時間1分間で3人が感情を込めて読み上げていく。途中からアドリブに変わることも。“カンジョウ”は「環状」と「感情」のダブル・ミーニング。
- しょーもないグランプリ（#1- ）
  - 「グランプリというからには何でもいいからグランプリに輝きたい！」
  - リスナーから出来る限りどうでもいいようなグランプリ内容を募集、それに3人が挑戦し、誰がそのグランプリにふさわしいのかを決める。判定はスタッフの多数決。
- 声で拾ってみよう（#2- ）
  - 声だけで落ちているものを拾ってみるコーナー。パーソナリティ1人によるアドリブ。
- 歌GOE喫茶Vプリ（#8- ）
  - 声優グランプリのCMソングに、リスナーから募集したオリジナルの歌詞を付けて歌う。

## 番組進行
- 声で拾ってみよう
- オープニング
- CM
- ふつおた - ジングル
- 感情GOE線ゲーム or 歌GOE喫茶Vプリ - ジングル
- しょーもないグランプリ
- CM
- エンディング

## Web配信
「ニコニコラジオ大阪チャンネル」で地上波と同内容を1週間無料配信で土曜日に更新していたが、地上波での放送に先駆ける水曜更新になった。ただし、その代わりに有料の会員登録が必要になった。
ただし、地上波で2011年3月12日に放送予定だった分のみ、該当回が東北地方太平洋沖地震関連のNRN報道特別番組（ニッポン放送制作）のため休止されたため、特例で事後に1週間無料配信された。

### ミニ番組
携帯サイト「声優グランプリmobile」・「声優Vステーション」と連動して、それぞれ別のスピンオフ番組を配信。毎週月曜日更新だった。
- 『声優Vステグランプリガール アニメGOE 〜のっけGOE〜』
  - 番組本編のあるパートにプラスアルファして放送。声優グランプリモバイルにて配信。
- 『声優Vステグランプリガール アニメGOE 〜次回予告〜』
  - パーソナリティ1人が番組の次回予告についてトーク。声優Vステーションで配信。

## イベント
- 『声優Vステグランプリガール アニメGOE祭り うぶ声』 - 2010年7月11日、大阪なんばHIPSスポーツバー「DiJest」[3]
- 『アニメGOE祭　生後6カ月』 - 2010年10月3日、メロンブックス大阪日本橋店 - 公開録音[4]